# Roseanne Barr
Roseanne Cherrie Barr (Salt Lake City, 3 de novembro de 1952) é uma atriz, escritora, comediante e apresentadora de talk show norte-americana, vencedora de quatro prêmios Emmy.

## Biografia

### Vida pessoal
Roseanne Barr nasceu no estado de Utah, numa família proletariada judia. Aos três anos, já sabia que seria humorista e que um dia teria seu próprio show. Nas noites de sexta-feira, no apartamento de sua avó, ela costumava usar seu talento para entreter seus familiares, que faziam tradicionalmente um jantar sabático. No seu ensino fundamental e secundário, ela produzia, escrevia, dirigia e estreiava em peças e em shows anuais na vizinhança. Roseanne, então com 18 anos, mudou-se para as montanhas de Colorado e viveu numa colônia de artistas. Em 1976, trabalhou como decoradora de vitrinas e como garçonete de coquetéis. Seus clientes a aconselharam a ir em Comedy clubs, porque Barr era incrivelmente engraçada.
Posteriormente, começou a participar de programas da NBC e da ABC. Na sua biografia de 1989, Barr descreveu o envolvimento parcial de sua família no Mormonismo, dizendo que nas manhãs de sextas, de sábados e de domingos, era judia e que nas tardes de domingos, de terças e de quartas, ela e sua família eram mórmons.
Em 4 de Fevereiro de 1974, Roseanne se casou com Bill Pentland, com quem teve três filhos. Barr, antes de seu casamento, já tinha uma filha, quem ela deu para adoção, mas essa filha já retornou na sua vida. Enquanto gravava seu show, apaixonou-se pelo ator Tom Arnold, que tinha sete anos a menos do que ela. Em janeiro de 1990, Roseanne divorciou-se de Pentland e casou-se com Arnold. Quatro anos depois, seu segundo casamento também terminou em divórcio. No Dia dos Namorados de 1995, casou-se com Ben Thomas, com quem teve um filho, Buck Thomas. Em 1998, pediu o divórcio, alegando que seu marido tentou raptar Buck. A família Thomas acabou fazendo as pazes, mas Roseanne e Ben se divorciaram em 2002.
Numa entrevista de 1991 com a revista People, Roseanne Barr disse que havia sido vítima de incesto, acusando seus próprios pais de abuso sexual e físico. Seu pai e sua mãe negaram tudo publicamente. Também comentou que sofria de Transtorno obsessivo-compulsivo e de Transtorno de personalidade múltipla.

### Carreira
Roseanne ficou famosa nos princípios dos anos 1980 com sua rotina de Stand-up comedy, que recebeu críticas significativas por seu retrato da típica dona de casa (de classe baixa) norte-americana. Foi durante esta rotina que também cunhou a bem conhecida expressão "deusa doméstica", referindo-se às donas de casas e às mulheres caseiras. Depois passou a estrelar na série de televisão Roseanne, atuando como Roseanne Conner. A comédia de situação ficou ao ar na ABC entre 1988 e 1997 e contou com as participações da ganhadora do Oscar de melhor atriz (coadjuvante/secundária) de 1967 Estelle Parsons, de Prêmios Emmy Laurie Metcalf e com o indicado John Goodman.
Um ano depois do fim do show em 1997, ela criou seu próprio talk show, The Roseanne Show, que, mesmo sendo exibido em trinta países e mesmo tendo recebido um elogio do The Village Voice, foi cancelado em 2000. No verão de 2003, teve papéis duais estreando num show de culinária (chamado Domestic Goddess) e num reality show (chamado The Real Roseanne Show), baseado na realização de seu show de culinária; no entanto, uma doença e uma Histerectomia emergencial causaram o fim prematuro dos dois programas.
Em 2004, fez a voz de Maggie, uma personagem do filme Nem que a vaca tussa, da Disney. Em 2005, voltou a seguir sua carreira de comediante, viajando pelo mundo. Seu primeiro DVD para crianças, Rockin' with Roseanne: Calling All Kids, foi lançado em fevereiro de 2006. Em 4 de Novembro de 2006, na HBO, entrou ao ar a comédia especial Roseanne Barr: Blonde N Bitchin' . Duas noites atrás, havia participado de My Name is Earl, atuando como uma freira.
Roseanne tem o seu nome colocado na Calçada da Fama, em Hollywood Boulevard, Los Angeles, por seu papel em Roseanne.

### Controvérsias
Em 25 de Julho de 1990, Barr realizou uma interpretação bastante polêmica do Hino nacional dos Estados Unidos da América, antes do jogo de basebol entre Cincinnati Reds e San Diego Padres, em San Diego, Califórnia. Foi informada que teria de "trazer humor à música". Roseanne imitou o comportamento dos jogadores, agarrando e escarrando sua forquilha, e gritando e berrando a música. Foi retirada do campo, sendo zombada.
Em 16 de Janeiro de 1991, ela parodiou isso no Saturday Night Live num quadro cômico chamado "Comedy Killers", um Game show. Barr representou a bruxa má na peça O Maravilhoso Mágico de Oz, em Madison Square Garden. "Ela é uma mistura de Otelo e Ted Bundy. É definitivamente uma serial killer", disse Roseanne em referência ao seu papel.
Em Julho de 2009, fez um ensaio fotográfico para a revista Heeb, no qual estava vestida em uma versão feminina de Adolf Hitler, retirando de um forno biscoitos queimados em forma de homenzinhos. Houve protesto da comunidade judaica e o ensaio fotográfico foi retirado do site da revista logo depois.

### Recomeço
Para Roseanne Barr, a carreira de talk show está terminada. Então, Barr voltou a trabalhar como comediante, mas desta vez com uma aparência mais diferente: ela perdeu peso, tingiu seu cabelo (loiro) e fez uma cirurgia plástica, o que ela não recomenda. "Eu percebi que todos nós algum dia vamos envelhecer e morrer. Foi uma má experiência… Ninguém fica melhor depois de uma cirurgia plástica. No final, você parece um idiota".
Em maio de 2018, a atriz perdeu o contrato com a ABC por ter feito comentários racistas no twitter. Em suma, Roseanne escreveu uma mensagem racista fazendo referência a ex-assessora de Barack Obama. Após algumas horas a mensagem foi apagada e a atriz pediu desculpas, alegando ter mandado a mensagem sob efeito de remédios psicotrópicos (remédio para dormir). Além de ter sua série – na qual era protagonista – cancelada, também perdeu todos os contratos publicitários, gerando um prejuízo entre U$300mil-U$400mil.

## Trabalhos de televisão
- Rodney Dangerfield: It's Not Easy Bein' Me (1986)
- On Location: The Roseanne Barr Show (1987)
- Roseanne (1988 - 1997)
- Backfield in Motion (1991)
- The Rosey and Buddy Show (1992) (voz) (episódio piloto não-vendido)
- The Woman Who Loved Elvis (1993)
- General Hospital (atriz em 1994)
- The Roseanne Show (1998 - 2000)
- The Brothers' Garcia (2001)
- The Real Roseanne Show (2003) (cancelado depois de 1 episódio)
- Roseanne Barr: Blonde and Bitchin' (2006)
- My Name Is Earl (2006)

## Filmografia
- She-Devil (1989)
- Look Who's Talking Too (1990) (voz)
- Freddy's Dead: The Final Nightmare (1991)
- Even Cowgirls Get the Blues (1993)
- Unzipped (1995) (documentário)
- Blue in the Face (1995)
- Meet Wally Sparks (1997)
- Dancing Outlaw II: Jesco Goes to Hollywood (1998) (documentário)
- Get Bruce (1999) (documentário)
- Cecil B. Demented (2000)
- 15 Minutes (2001)
- Home on the Range (2004) (voz)